# Adolph Strümpell
Ernst Adolf Gustav Gottfried von Strümpell (Neu-Autz, 28 giugno 1853 – Lipsia, 10 gennaio 1925) è stato un neurologo tedesco.
Nella sua illustre carriera ha lavorato presso diverse università tra cui Lipsia, Erlangen, Breslavia e Vienna per poi adoperarsi come direttore nell'ospedale di San Giacomo a Lipsia. Fu il primo a descrivere la paraparesi spastica ereditaria, nota anche come malattia di Strumpell-Lorrain.

## Biografia

### Infanzia
Adolfo Strumpell nacque a Jaun – Auce, in Lettonia, il 28 giugno 1853 da una famiglia molto agiata. Il padre Luigi Strümpell era professore di filosofia e pedagogia a Dorpat. Coltivò da piccolo la passione per la musica e già dai sei anni incominciò a suonare il violino, strumento che lo accompagnò sempre durante i suoi viaggi e trasferimenti.

### Primi studi a Dorpat
Colpito fin dall'infanzia dall'esempio paterno, per Strumpell apparve naturale coltivare l'impegno sul lavoro e l'ansia per la ricerca scientifica. Dal 1863 al 1869 frequentò le sei classi del Ginnasio e là organizzò, insieme ad altri amici, la cosiddetta “Classe Scientifica” durante la quale ognuno dei partecipanti doveva tenere una conferenza; lui, da futuro neurologo, si prodigava molto a parlare del “senso del tatto”. 
Era solito segnare molti suoi libri e quaderni con la sigla “R.H.” in ricordo di E.A.Rossmasler e Alex Von Humboldt, due scienziati per cui egli aveva una straordinaria considerazione e che gli dovevano ricordare costantemente i buoni propositi per la vita avvenire.
Lo zoologo Valerio Russow gli inculcò la passione per le scienze naturali, studio che coltivò con impegno per molto tempo. Scrisse un saggio di zoologia e compilò una “flora” descrivendo gli esemplari delle specie che vegetavano attorno al parco pubblico di Dorpat. La sua passione per la zoologia lo orientò più minuziosamente verso la fisiologia e soprattutto sugli organi di senso. Prese vivo interesse per gli studi intrapresi precedentemente dal padre sul legame tra la fisiologia e la psicologia con le scienze naturali che lo spinsero a fare ricerche sulla persistenza delle immagini, allucinazioni sensoriali e altri simili argomenti.

### Stoccarda-Praga-Dorpat
Nel 1870 passò un po' di tempo a Stoccarda per assistere la madre affetta da artrite deformante cronica e nello stesso anno il padre dovette abbandonare la cattedra presso Dorpat. Insieme a lui, allora, partì per Praga dove s'iscrisse come “uditore” alla facoltà di filosofia dell'università: frequentò il corso di psicologia, di ottica fisica e di storia della musica. Nutrendo una segreta speranza di continuare i suoi studi in fisiologia (sistema nervoso e organi sensoriali), nell'agosto del 1870 ottenne l'immatricolazione per la facoltà di medicina di Dorpat che vantava un numero ragguardevole di maestri insigni come Stieda e Reissner (scoperta delle membrana interna dell'orecchio), Alessandro Schimdt (ricerche sulla coagulazione del sangue).
Per un breve lasso di tempo scrisse articoli di critica musicale presso il giornale dello zio, il “Dorpzschen Zeitung”, ma lasciò presto questo incarico essendo la materia lontana dal genere dei suoi studi.
All'inizio del secondo semestre del 1872 superò l'“Exmanen Philosophicum” (prova preliminare di medicina).

### Studente di medicina a Lipsia
Strümpell arrivò a Lipsia verso la fine del 1872 e fu immatricolato per mano del rettore Wunderlich, il quale sosteneva che il concetto di patologia dovesse aver per base la fisiologia e che aveva fondato lo “Archiv fur physiologhische Heilkunde”, ottimo repertorio delle letteratura medica di quel tempo. Nello stesso anno ebbe l'onore di conoscere G.Fechner (formulatore della legge psicofisica che definisce il rapporto tra l'intensità di uno stimolo e la sensazione che ne deriva). Durante le vacanze autunnali del 1874 lavorò come medico pratico a Freyburg sull'Unstrett dove alloggiò presso il dottor Straritz. Per un breve periodo sostituì quest'ultimo e trattò casi di dissenteria in forma epidemica. Nel 1875 superò l'esame di stato e il 29 aprile dello stesso anno si laureò discutendo una tesi sull'“Uremia nel mordo di Bright acuto e cronico”, tema assegnatogli da Wunderlich. Accettò l'incarico come assistente del Wunderlich e negli ultimi tempi le sue attenzioni si rivolsero sempre più verso la medicina interna. Si convinse di non poter proseguire i suoi studi nella fisiologia per diversi motivi: non aveva il talento matematico, l'abilità a maneggiare strumenti e apparecchi complicati e soprattutto aveva:
(La mia vita di clinico, pag 122)

### Assistente del Wunderlich un periodo di studi a Vienna
La clinica volgeva premurosa attenzione ai problemi clinici sul decorso febbrile e la terapia della febbre nelle malattie infettive acute. Wunderlich s'interessò molto dei risultati ottenuti con l'acido salicilico rispetto a quelli ottenuti con l'idroterapia fredda o la somministrazione di preparati antipiretici nelle malattie febbrili. Strumpell lavorò diligentemente al suo fianco. Seguì dei corsi sulla clinica psichiatrica tenuti da Teodoro Meynert e Mortz Benedikt dove si trattarono soprattutto ricerche condotte sul cranio degli epilettici, degli allenati e dei delinquenti. L'11 maggio del 1878 tenne una lezione sulla “Dottrina attuale delle malattie del sistema nervoso spinale”.Durante un congresso di naturalisti riunito a Monaco parlò di un “Rarissimo caso di anestesia generalizzata”:
("La mia vita di clinico", pag 131)

### Primo assistente alla clinica di Wagner e libero docente a Lipsia
Diventò poi assistente di Carlo Weigert il quale lavorava a fianco di Wagner, successore del Wunderlich nella direzione della clinica medica. La loro attenzione si volse a tutti i processi morbosi in modo tale da determinare il loro modo d'insorgenza, la sede della loro prima localizzazione, le cause e le vie della successiva diffusione e le manifestazioni accessorie.
Nell'autunno del 1881 incominciò a scrivere un “Trattato di patologia speciale e terapia delle malattie interne” che ebbe un grandissimo successo. Il primo volume lo concluse nel 1883 e lo dedicò al padre in onore del suo cinquantesimo anniversario di laurea. Nel 1882 lasciò il posto come assistente e divenne professore di propedeutica.

### Direttore della policlinica di Lipsia
Nel 1883 fu nominato professore e direttore della policlinica medica al posto di Erb, successore del Wagner. Durante i primi due semestri tenne un corso teorico su tutta la patologia delle malattie interne e sul tema“Le cause delle malattie del sistema nervoso” dove trattò anche le cause determinanti dell'insorgenza di molte malattie primarie sistematizzate negli organi nervosi centrali e parlò per la prima volta di “trauma psichico”. Il testo integrale fu pubblicato nel “Deutschen Archiv fur Klinische Medizin”. Scrisse un nuovo trattato dedicato alle malattie del sistema nervoso.

### Clinico di Erlangen
Abbandonando la cattedra di Lipsia, diventò ordinario di clinica a Erlangen. Durante tutto il tempo che trascorse in questo paese fece ambulatorio per malattie cutanee e veneree per mancanza nell'ospedale del reparto di dermatologia. Il 3 maggio 1886 tenne la prima lezione parlando del “Coma diabetico”.
Frequentava abitualmente un circolo denominato “Casino degli scapoli” insediato alla “Locanda d'oro” con altri giovani docenti e professori che non avevano famiglia. 
Il 12 ottobre del 1888 si fidanzò a Lipsia con Marta Langherans (figlia del magistrato Guglielmo) e si sposarono il 18 marzo 1889 e dalla loro unione nacquero quattro figlie.
Durante il loro viaggio di nozze in Italia, conobbe celebri clinici come Augusto Murri (fece studi sulla patologia della febbre), Federici (direttore della clinica medica) e Guido Baccelli che divenne poi Ministro Dell'Istruzione. Quest'ultimo lo presentò alla scolaresca nominandolo “Il mio amico politico e scientifico”. Gli alunni erano già a conoscenza del suo trattato che era già stato tradotto in lingua italiana.
Nel biennio 1892-1893 fu eletto precettore e il 4 novembre 1892 tenne il discorso inaugurale dell'anno accademico parlando su “L'influsso dell'autosuggestione sulla insorgenza e sulla guarigione delle malattie” con la massima aderenza ai criteri scientifici e all'origine psicogena di molti stati morbosi. Discusse inoltre la possibilità della loro guarigione per l'intervento di fattori puramente psichici.
In questi anni s'interessò soprattutto delle questioni relative alla sensibilità in generale, alla partecipazione del senso tattile nella coordinazione dei movimenti e con grande attenzione ai disordini patologici del linguaggio. Intraprese nuove indagini sul quadro anatomo-patologico dell'atrofia muscolare progressiva di origine spinale, ampliò la configurazione clinica e istopatologia della poliomielite e della mistenia e infine descrisse la pseudo sclerosi (forma morbosa). Nell'anno 1891 fu fondata la nuova rassegna di medicina “Deutschen Zeitschrift fur Nervenheilkunde” con l'intento di affermare il principio che la neurologia dovesse essere considerata parte integrante della medicina interna poiché si tendeva ad inglobarla con la psichiatria.

### Clinico medico di Breslavia
Il 1º ottobre 1903 è il momento della sua nuova carica a Breslavia: con un decreto, firmato dall'imperatore Guglielmo II, veniva nominato “Regio professore Prussiano”. Nella sua clinica incominciò ad interessarsi subito del reparto di oftalmoiatria poiché Uhthoff, direttore del reparto, si occupava dello studio delle alterazioni oculari concomitanti con le malattie del sistema nervoso. La sua attività scientifica era ormai subordinata alle esigenze del lavoro professionale che assorbiva quasi tutto il suo tempo.
Durante un soggiorno ad Amsterdam nell'“aula accademica” svolse il tema “Nervosismo ed Educazione” davanti a circa 700 uditori.

### Vienna
Il 2 gennaio del 1909 ricevette il decreto con il quale veniva nominato clinico medico di Vienna e ottenne questo incarico come clinico di Vienna ad una sola condizione: che egli avrebbe dovuto dirigere il reparto di neurologia. Fu direttore della III clinica medica dove poté dedicarsi allo studio teorico e pratico della neurologia. I suoi due colleghi furono Carlo Von Noorden ed Edmordo Neusser. Si occupava principalmente di medicina interna oltre a svolgere la sua consueta attività nel campo generale della clinica.
Vienna era una delle poche città in cui si sentiva e amata ogni espressione dell'arte e dove si eseguiva buona musica. Prese parte a molte esecuzioni di quartetti: entrò a far parte dei “Orchestra dei medici viennesi”.

### Un'altra volta a Lipsia
Nei primi del 1910 moriva a Lipsia Curshmann, successore del Wagner, suo primo maestro di clinica medica e così fu invitato ad assumere a Lipsia la cattedra della clinica medica all'ospedale di San Giacomo.
("La mia vita di clinico" pag 330)
L'esperienza viennese non fu negativa ma fu solo la nostalgia alla patria che lo spinse ad affrontare l'occasione di un inaspettato ritorno a Lipsia. Trascorse quattordici anni in questa scuola a fianco d'illustri scienziati e professori con i quali strinse rapporti di amicizia che restarono ben consolidati nel tempo.
Morì il 10 gennaio del 1925 a Lipsia.

## Insegnamento
Strumpell si prodigò sempre nell'insegnare ai giovani che nella realtà clinica non esistono “malattie” ma “individui ammalati” e che inquadrare un caso morboso in una determinata patologia medica non significa aver esaurito il compito dell'accertamento diagnostico. È lì che spetta al medico precisare la particolarità del caso: è l'unico modo per salvarlo dalla pesante sensazione di monotonia che lo potrebbe accompagnare nello svolgimento della sua attività professionale. È compito di ogni medico negare che ci sono casi “meno interessanti”. 

## Attività di ricerca
Nel 1875 condusse un lavoro sperimentale di fisiologia sotto la guida di Ludwing: fece una serie di ricerche riguardanti l'influsso di stimoli meccanici sulla conduzione dei nervi motori periferici e numerose esperienze sul nervo ischiatico del coniglio (non portato ad una conclusione definitiva).
Nel 1877-1878 sperimentò lavori scientifici nel campo della clinica medica e si servì di un caso grave di anemia essenziale per precisare le variazioni del cambio azotato e della eliminazione delle sostanze rilevate dall'esame clinico delle urine. 
Verso il 1881 si occupò dello studio dei riflessi tendinei e cercò di dimostrare, con l'aiuto di Ugo Kroneker, la natura riflessa di tali fenomeni misurando il tempo che intercede tra lo stimolo meccanico e la comparsa della contrazione muscolare. Fece anche un'accurata analisi dei sintomi spastici.
Nel 1883 proseguì i suoi lavori sull'anatomia patologica tanto da portare un contributo non indifferente alla studio della neurite multipla primaria e poté descrivere la paralisi spinale spastica ereditaria (fondamento anatomico costituito da un'alterazione combinata di diversi sistemi di fibre nei codoni posteriori e laterali del midollo).
Nel 1884 al congresso dei naturalisti riferì i risultati attenuti sulla encefalite acuta dei bambini in analogia con la poliomielite e questo probabilmente fu impulso per l'ulteriore sviluppo delle indagini relative alla encefalite.
Nell'aprile del 1893 a un congresso di medicina interna, fu il primo relatore sul tema di discussione “Le nevrosi traumatiche”: dimostrò l'origine psicogena di una gran parte di tali forme morbose e i loro stretti rapporti con l'isteria.
A Breslavia portò avanti dei lavori su alcuni argomenti scientifici: il senso di pressione della cute e degli strati profondi.

## Pubblicazioni
Nel 1884 Strumpell pubblicò il suo più importante lavoro. Si tratta di un trattato dove argomentava esperienze di medicina interna vissute in prima persona: il Lehrbuch der speziellen Pathologie und Therapie der inneren Krankheiten. È considerato il più importante libro di medicina interna di tutta la Germania.
La maggior parte dei suoi scritti che pubblicò ad Erlangen ebbero per oggetto argomenti di neurologia: trattò la nevrosi da infortunio intitolato “L'esame, il trattamento e la valutazione del danno sofferto dagli infortuni” che poneva in evidenza la componente psicologica nella determinazione della nevrosi. In particolare si propose d'indagare sull'esistenza di stati morbosi a fondo isterico e neurastenico.
Rese pubblica una nuova documentazione clinica sull'insorgenza della paralisi spinale spastica. Riunì nuovi contributi sull'eziologia di una forma non ancora descritta di encefalite acuta primaria. Completò le prime osservazioni sulla comparsa a carattere epidermico della poliomielite anteriore acuta. Rese note le osservazioni rigorosamente esatte sulla degenerazione primitiva dei cordoni laterali del midollo spinale.
In tutte queste pubblicazioni attinenti alla neurologia tenne ben presente la sintomatologia considerata dal punto di vista fisiologico più che da quello del decorso clinico e del fondamento patologico.
(" La mia vita di clinico ", Pag 254)